# باليكا (مقاطعة رابلا)
باليكا (بالإستونيَّة: Pallika)، قرية تتبع دائرة ماريما في مقاطعة رابلا غرب إستونيا.